# Ivo Radovniković
Ivo ou Ive Radovniković (né le 9 février 1918 à Split et mort le 27 octobre 1977 dans la même ville) est un joueur et entraîneur de football yougoslave (croate).

## Biographie
Natif de Split, Radovniković joint l'équipe jeune de la meilleure équipe de sa ville natale, l'Hajduk Split en 1930 à l'âge de 12 ans, et fait ses débuts professionnels six ans plus tard lors d'un match contre SK Bata Borovo. Il passe au club les 17 années de sa carrière, avec un total de 475 matchs et 160 buts (dont 117 matchs et 23 buts en championnat de Yougoslavie). 
Avec le club, il remporte le championnat de la Banovina de Croatie en 1941 et deux championnats yougoslaves en 1950 et 1952.
Il ne joue jamais de matchs avec l'équipe de Yougoslavie, mais fait partie de l'équipe qui dispute la coupe du monde 1950 au Brésil.
Après sa retraite de joueur à la fin de la saison 1952–53, il devient entraîneur. Il prend tout d'abord les rênes du club bosnien de deuxième division du Velež Mostar, et arrive à les faire monter en Division I lors de la saison 1954–55. Il va ensuite rejoindre son club de toujours, l'Hajduk pour entraîner l'équipe jeune entre 1955 et 1958, avant de prendre en charge l'équipe première lors de la saison 1958–59 où il finit 7e du championnat. Il entraîne ensuite plusieurs équipes locales comme le Sloga Doboj ou le RNK Split.